# Sint-Jozefkerk (Doenrade)
De Sint-Jozefkerk in het Nederlands-Limburgse dorp Doenrade is een rooms-katholieke kerk in de Nederlands Zuid-Limburgse gemeente Beekdaelen. De kerk staat aan de hoofdstraat van het dorp: de Kerkstraat. Het bouwwerk is aangewezen als gemeentelijk monument.
De kerk is gewijd aan Jozef van Nazareth.

## Geschiedenis
In 1871-1872 werd de kerk gebouwd naar het ontwerp van architect Antonius Cornelis Bolsius.

## Bouwwerk
Het neogotische gebouw bestaat uit een toren met drie geledingen, een eenbeukig schip en een smaller driezijdig gesloten koor. Het gebouw is noordwest-zuidoost gepositioneerd met het koor in het zuidoosten.